# Гергард Ланге
Гергард Ланге (нім. Gerhard Lange; 22 травня 1920, Данциг — 1 червня 1943, Атлантичний океан) — німецький офіцер-підводник, оберлейтенант-цур-зее крігсмаріне.

## Біографія
9 жовтня 1937 року вступив на флот. З 27 червня 1941 року — 1-й вахтовий офіцер на підводному човні U-436. В серпні-вересні 1942 року пройшов курс командира човна. З 21 жовтня 1942 року — командир U-418. 24 квітня 1943 року вийшов у свій перший і останній похід. 1 червня U-418 був потоплений в Біскайській затоці південно-західніше Бреста (47°00′ пн. ш. 14°00′ зх. д.) глибинними бомбами британського летючого човна «Каталіна». Всі 48 членів екіпажу загинули.

## Звання
- Кандидат в офіцери (9 жовтня 1937)
- Морський кадет (28 червня 1938)
- Фенріх-цур-зее (1 квітня 1939)
- Оберфенріх-цур-зее (1 березня 1940)
- Лейтенант-цур-зее (1 травня 1940)
- Оберлейтенант-цур-зее (1 квітня 1942)